# Den Nationale Scene
Den Nationale Scene er en teaterinstitution i Bergen, Norge, med rødder tilbage til midten af 1800-tallet da Ole Bull opsatte teaterforestillinger i Det norske Theater. Siden 1993 har Den Nationale Scene haft status som nationalt teater. Formand for bestyrelsen er Dag Steinfeld.
Den nuværende teaterbygning, tegnet af Einar Oscar Schou, åbnede 19. februar 1909 med forestillingen Erasmus Montanus af Ludvig Holberg.

## Teaterchefer
- 1890–1895 Johan Irgens-Hansen
- 1895–1898 Olaf Hanson
- 1899–1900 Hans Aanrud
- 1900–1905 Gustav Thomassen
- 1905–1907 Anton Heiberg
- 1908–1909 Olaf Mørch Hansson
- 1910–1924 Ludvigh Bergh
- 1924–1925 Christian Sandal
- 1925–1931 Thomas Thomassen
- 1931–1934 Karl Bergmann
- 1934–1939 Hans Jacob Nilsen
- 1939–1946 Egil Hjorth-Jenssen
- 1946–1948 Stein Bugge
- 1948–1952 Georg Løkkeberg
- 1952–1961 Per Schwab
- 1961–1963 Bjarne Andersen
- 1963–1967 Gisle Straume
- 1967–1976 Knut Thomassen
- 1976–1982 Sven Henning
- 1982–1986 Kjetil Bang-Hansen
- 1986–1996 Tom Remlov
- 1996–1997 Ketil Egge
- 1997 Aksel-Otto Bull
- 1998 Lars Arrhed
- 1998–2001 Bentein Baardson
- 2001–2007 Morten Borgersen
- 2008– Bjarte Hjelmeland